# Rabiusa
La Rabiusa est une rivière du sud-est suisse, coulant dans le canton des Grisons et un affluent droit du Rhin antérieur.

## Géographie
La Rabuisa prend sa source sur le versant nord-est du Bärenhorn, dans les Alpes rhétiques. Elle coule ensuite du sud au nord dans une vallée parallèle à celle du Rhin postérieur pour rejoindre le Rhin antérieur à proximité de Versam.

### Sources
- (de) Cet article est partiellement ou en totalité issu de l’article de Wikipédia en allemand intitulé « Rabiusa » (voir la liste des auteurs).